# Magnus Sveningsson
Magnus Sveningsson (nacido Johan Magnus Sveningsson, 4 de abril de 1972, Falköping) es un músico sueco, conocido por ser el bajista principal de la banda The Cardigans. También tiene un proyecto en solitario llamado Righteous Boy.